# Bennet Omalu
Bennet Ifeakandu Omalu (Idemili Sul, setembro de 1968) é um médico nigeriano-americano, patologista forense e neuropatologista, responsável por descobrir e publicar achados de Encefalopatia Crônica Traumática (Chronic Traumatic Encephalopathy, também conhecido como CTE) em jogadores de futebol americano da NFL enquanto trabalhava no Instituto de Medicina Legal da Pensilvânia. Mais tarde tornou-se o examinador médico principal para San Joaquin County, Califórnia, e é professor na Universidade da Califórnia, no Departamento de Patologia Médica e Medicina de Laboratório.

## Biografia
Omalu nasceu em Nnokwa, Idemili Sul, Anambra, no sudeste da Nigéria, em setembro de 1968, o sexto de sete irmãos. Ele nasceu durante a Guerra Civil nigeriana, o que fez com que sua família fugisse de sua casa na aldeia predominantemente ibo de Enugu-Ukwu, no sudeste da Nigéria. Eles retornaram dois anos após o nascimento de Omalu. A mãe de Omalu era costureira e seu pai engenheiro de mineração civil e líder comunitário em Enugu-Ukwu. O nome de família, Omalu, é uma forma abreviada do sobrenome, Onyemalukwube, que traduz a "ele (ela) que sabe, fala."

## Educação e carreira
Omalu começou a escola primária aos três anos de idade, e ganhou a entrada na faculdade federal Enugu para a escola secundária. Ele frequentou a faculdade de medicina a partir dos 16 anos na Universidade da Nigéria, Nsukka. Depois de se graduar com um Bacharelado em Medicina e Bacharel em Cirurgia (MBBS) em junho de 1990, completou um estágio clínico, seguido de três anos de serviço de doutorado na cidade montanhosa de Jos. Ele se desiludiu com a Nigéria após o candidato presidencial Moshood Abiola falhar na eleição presidencial nigeriana durante uma eleição inconclusiva em 1993, começando então a procurar oportunidades de bolsas de estudos nos Estados Unidos. Omalu foi primeiramente a Seattle, Washington, em 1994 para terminar uma bolsa de estudos em epidemiologia na Universidade de Washington. Em 1995, ele deixou Seattle para Nova York, onde se juntou ao Centro Hospitalar Harlem da Universidade de Columbia para um programa de treinamento de residência em patologia anatômica e clínica.
Após a residência, treinou-se como um patologista forense sob o consultor forense Cyril, conhecido Wecht, no escritório de legista do condado de Allegheny em Pittsburgh, onde tornou-se particularmente interessado em neuropatologia.
Omalu possui oito graus avançados e certificações de bordo, mais tarde recebendo bolsas de patologia e neuropatologia pela Universidade de Pittsburgh em 2000 e 2002 respectivamente, um Mestrado em Saúde Pública (MPH) em epidemiologia em 2004 da Universidade de Pittsburgh Graduate School of Public Health e Um Master of Business Administration (MBA) da Tepper School of Business na Carnegie Mellon University em 2008.
Omalu é atualmente o principal examinador médico do condado de San Joaquin, Califórnia, e é um professor no departamento de UC Davis da patologia médica e da medicina do laboratório.

## Pesquisa sobre CTE
A autópsia de Omalu no ex-jogador do Pittsburgh Steelers, Mike Webster, em 2002, levou ao ressurgimento da consciência de uma condição neurológica associada ao traumatismo craniano crônico denominado encefalopatia crônica traumática, ou CTE, previamente descrita em boxeadores e outros atletas profissionais. Webster morreu de repente e inesperadamente, depois de anos de luta com deficiência cognitiva e intelectual, destituição, transtornos do humor, depressão, abuso de drogas e tentativas de suicídio. Embora o cérebro de Webster tenha parecido normal na autópsia, Omalu conduziu análises de tecidos independentes e autofinanciadas. Ele suspeitou que Webster sofria de demência pugilistica, demência induzida por golpes repetidos na cabeça, uma condição encontrada anteriormente em boxeadores. Utilizando coloração especializada, Omalu encontrou grandes acumulações de proteína tau no cérebro de Webster, afetando o humor, as emoções e funções executivas semelhantes à forma como os aglomerados de proteína beta-amilóide contribuem para a Doença de Alzheimer.
Juntamente com colegas do Departamento de Patologia da Universidade de Pittsburgh, Omalu publicou suas descobertas na revista Neurocirurgia em 2005 em um artigo intitulado "Encefalopatia Traumática Crônica em um Jogador da Liga Nacional de Futebol". Nela, Omalu pediu um estudo mais aprofundado da doença: "Nós aqui relatamos o primeiro caso documentado de alterações neurodegenerativas de longo prazo em um jogador profissional aposentado da NFL consistente com encefalopatia traumática crônica (CTE). Este caso chama a atenção para uma doença que permanece estudada de forma inadequada na corte de jogadores de futebol profissional, com taxas de prevalência verdadeiramente desconhecidas". Omalu acreditava que os médicos da National Football League (NFL) estariam "satisfeitos" em lê-lo e que sua pesquisa poderia ser usada para "resolver o problema". O artigo recebeu pouca atenção inicialmente, mas os membros da NFL refutaram as conclusões e estudos de Omalu. Anos depois, em 2013, a NFL criou uma série de protocolos para prevenir concussões e danos aos cérebros dos jogadores.